# Anasarque

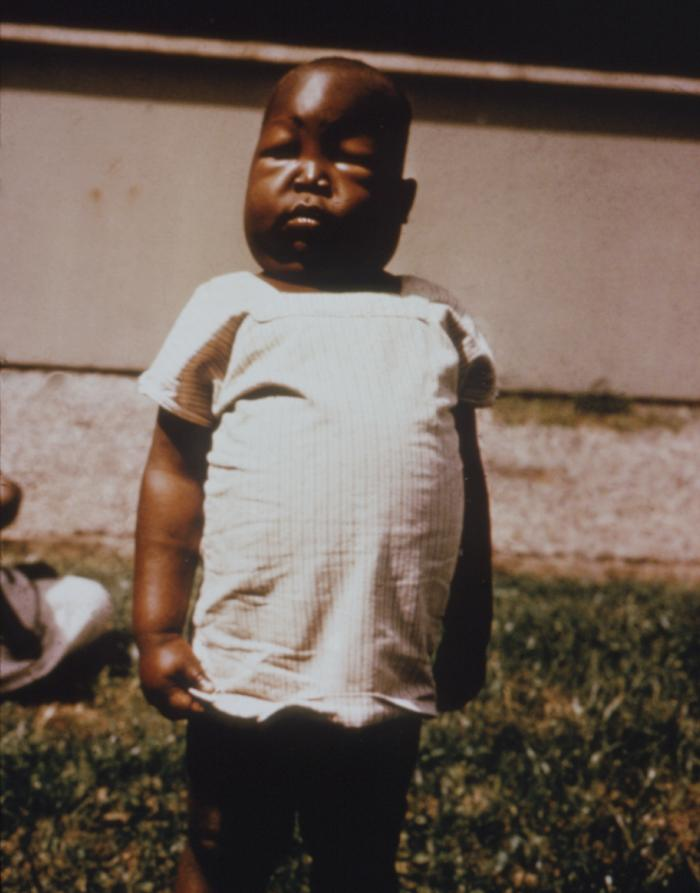
Anasarque chez un enfant atteint de paludisme

Une anasarque est un syndrome œdémateux généralisé.
Les signes cliniques sont :
- des œdèmes diffus ;
- une ascite (un épanchement dans le péritoine) ;
- un épanchement pleural ;
- un épanchement péricardique ;
- un hydrocèle chez l'homme.

Les causes peuvent être :
- une carence alimentaire ou une dénutrition importante ;
- une insuffisance cardiaque ;
- une insuffisance hépatique ;
- une insuffisance rénale ;
- une thalassémie alpha ;
- une maladie hémolytique du nouveau-né ;
- un taux de sodium ou de protéines dans le sang trop bas (par exemple une hyperhydratation extracellulaire).

Elle peut aussi faire partie du tableau d'une hépatite néo-natale à la suite d'une toxoplasmose congénitale.